# Kabupaten de Sidoarjo
Pour les articles homonymes, voir Sidoarjo.
Le kabupaten de Sidoarjo, en indonésien Kabupaten Sidoarjo, est un kabupaten d'Indonésie situé dans la province de Java oriental, au sud de Surabaya, la capitale provinciale. Son chef-lieu est Sidoarjo.

## Géographie

### Localisation
Le kabupaten de Sidoarjo est bordé par :
- la kota de Surabaya et le kabupaten de Gresik au nord ;
- le détroit de Madura à l'est ;
- le kabupaten de Pasuruan au sud ;
- le kabupaten de Mojokerto à l'ouest.

### Volcan de boue
Le 28 mai 2006, un forage de la compagnie pétrolière indonésienne Lapindo Brantas provoque une éruption d'eau, de vapeur et de gaz qui forment un volcan de boue.

## Démographie
Sidoarjo fait partie d'une conurbation centrée sur Surabaya.

## Transport
L'aéroport international de Surabaya est situé dans le kabupaten de Sidoarjo.

## Monuments

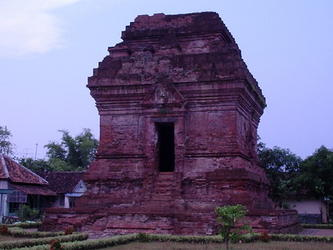
Le temple de Pari.

Le temple de Pari se trouve dans le village de Candipari, à un kilomètre au sud de Sidoarjo. C'est un édifice en briques assez massif mais bien conservé. La cella possède un belle toiture à encorbellement. Une date, équivalant à 1371, est gravée sur le fronton de la porte. Le temple est donc de l'époque du roi Hayam Wuruk de Majapahit (règne 1350 à 1389).

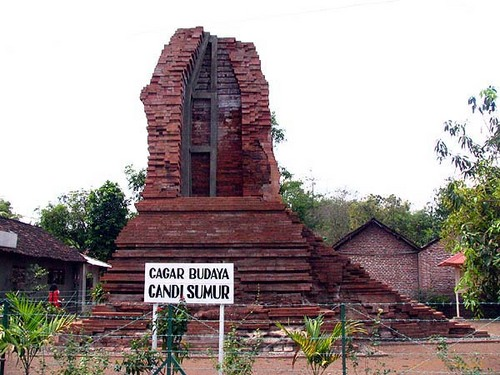
Le temple de Sumur.

Le temple de Sumur est situé à cent mètres de celui de Pari. C'est un édifice en brique dont il ne reste que la moitié, mais dont l'escalier permet tout de même d'accéder à la cella, qui se distingue par un puits (sumur en javanais) d'environ un mètre de côté, situé dans un des angles.
Le site de Candi Pamotan est situé près de Porong, à dix kilomètres environ au sud de Sidoarjo, non loin du volcan de boue. On y trouve les vestiges de deux petits édifices, l'un étant bien conservé et l'autre à moitié ruiné.
Le temple de Gunung Gangsir, situé dans le village du même nom, près de Bangil, au sud-est de Sidoarjo sur la route de Pasuruan, date de la fin du XIVe siècle. Il possède des décorations en terracotta représentant des pots à offrandes et des déesses tenant des lotus.
Le temple de Bangkal est situé près de la route, à l'ouest de Porong en direction de Mojokerto. Cet édifice en brique est typique du style Singasari. Il est dans assez bel état de conservation.